# کلبر سانتانا
کلِبِر سانتانا (به پرتغالی: Cléber Santana Loureiro) هافبک اهل برزیل است که در شهر اولیندا و در تاریخ ۲۷ ژوئن ۱۹۸۱ به دنیا آمده‌است.
کلبر سانتانا در تیم‌های فوتبال Sport ,Vitória، کاشیوا ریسول، سانتوس، اتلتیکو مادرید و رئال مایورکا سابقهٔ حضور دارد.
سانتانا در ۲۸ نوامبر ۲۰۱۶ به همراه بقیه اعضای تیم شاپه‌کوئنزه که برای شرکت در فینال مسابقات قهرمانی باشگاه‌های آمریکای جنوبی به کلمبیا سفر کرده‌بودند، در سانحهٔ پرواز شماره ۲۹۳۳ خطوط هوایی لامیا، جان خود را از دست داد.